# Ilda Bengue
Ilda Maria Bengue (Luanda, 30 de outubro de 1974) é uma ex-handebolista profissional angolana.
Ela representou seu país, Angola, em 2000, 2004 e 2008.